# Agrihan
Agrihan (còn được viết là Agrigan) là một hòn đảo thuộc Quần đảo Bắc Mariana ở Thái Bình Dương. Hòn đảo hiện không có người ở. Agrihan nằm ở 62 kilômét (39 mi) về phía bắc của đảo Pagan.
Đảo Agrihan có ngọn núi lửa Agrihan, đây là ngọn núi lửa cao nhất của quần đảo với độ cao 965 mét (3.166 ft) so với mực nước biển. Đỉnh Agrihan thường được xem là một trong những đỉnh Caldera hoạt động trên thế giới, với lịch sử gần đây về các hoạt động núi lửa. Núi lửa này có những đợt hoạt động nổi bật nhất vào năm 1915 và 1917, dẫn đến việc sơ tán dân cư trên đảo.
Đảo Agrihan không có dân cư ổn định, nhưng đôi khi có người dân từ quần đảo Mariana xa hơn đến đây để làm nông, chăn nuôi gia súc và đánh bắt cá trong vùng. Tuy nhiên, do hoạt động núi lửa, các hoạt động này bị gián đoạn và không thường xuyên.

## Địa lý

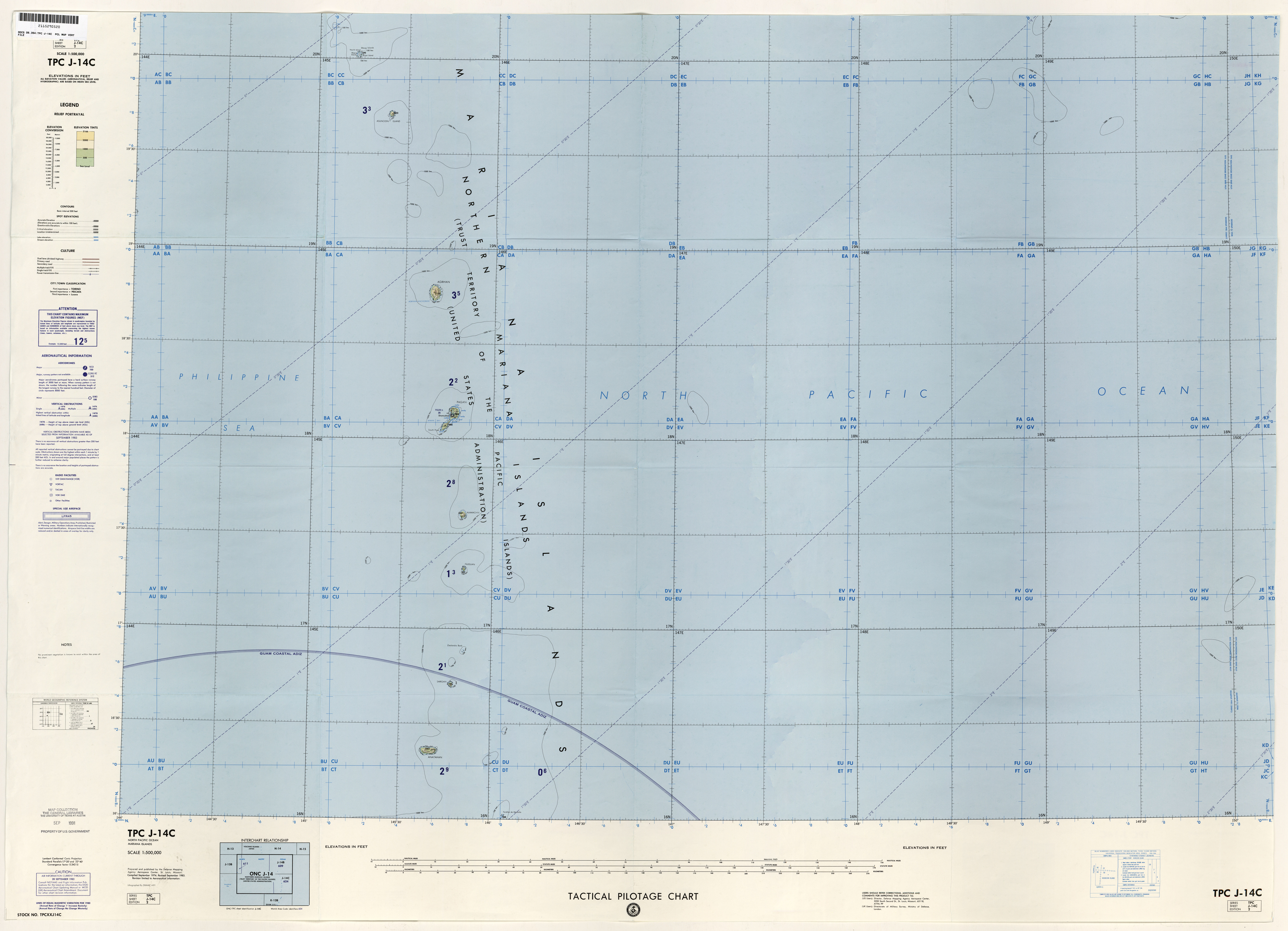
Bản đồ bao gồm Agrihan (DMA, 1983)

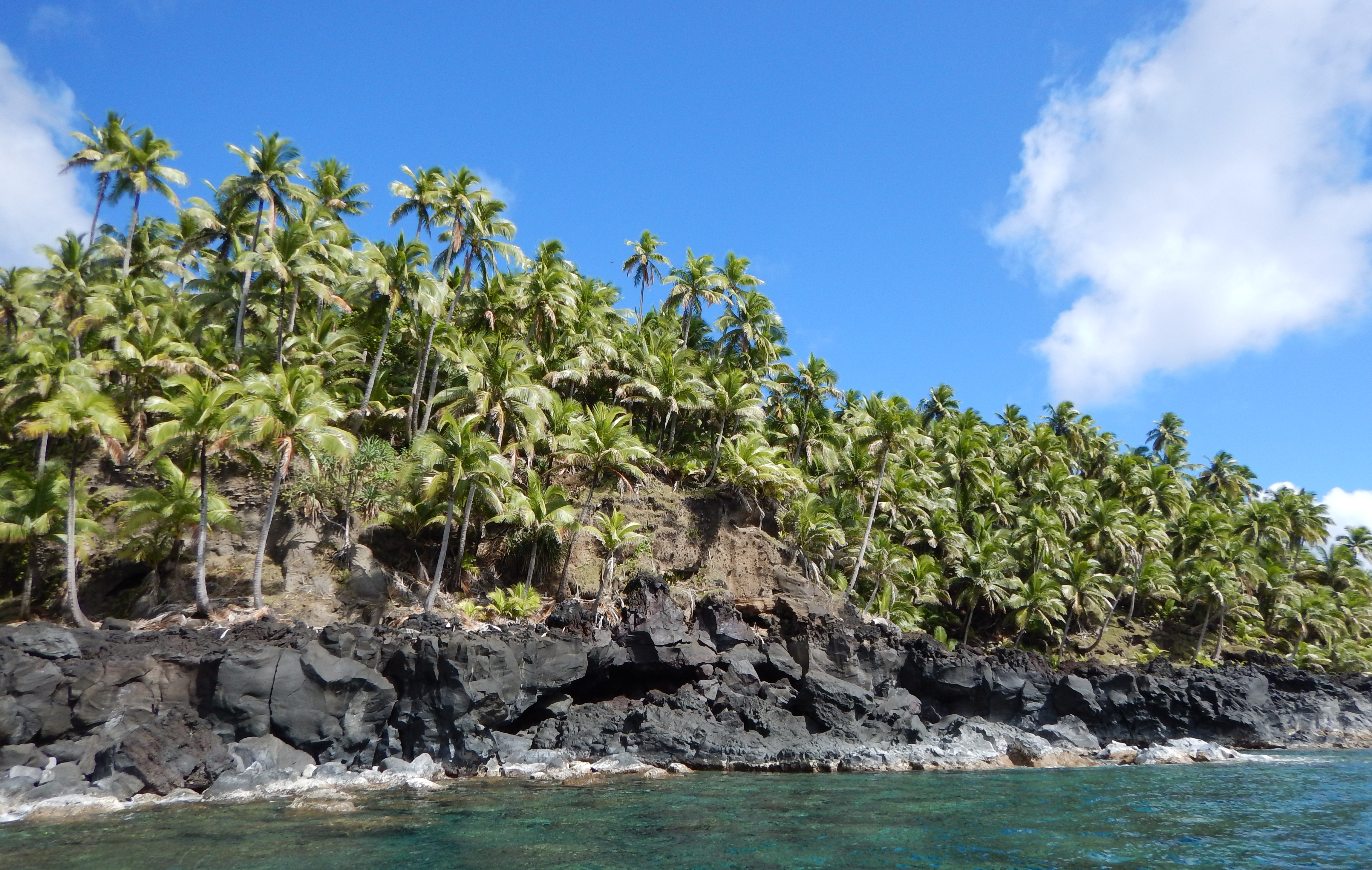
Agrihan có cây cối rậm rạp

Agrihan là một quần đảo có rừng rậm rạp, hình dạng gần như hình elip, với chiều dài 9 kilômét (5,6 mi), chiều rộng 6 km (3,7 mi) và diện tích 44 km2 (17 dặm vuông Anh). Toàn bộ đảo là một núi lửa dạng tầng mang tên Đỉnh Agrihan, cao hơn 4.000 mét (13.120 ft) tính từ đáy biển, và là ngọn núi lớn thứ năm trong cung núi lửa  Mariana. Đỉnh của hòn đảo có độ cao 976,5792 m (3.204 ft), và là điểm cao nhất ở Micronesia.